# Aéroport militaire de Mezzeh
L'aéroport militaire de Mezzeh (ou Mazzeh) est une base aérienne militaire et prison de l'armée de l'air syrienne située à Mezzeh, à Damas, en Syrie, au sud-ouest du centre de Damas.  
Durant le conflit syrien, l'aéroport sert de base militaire pour le matériel, pour l'envoi de roquettes sur les quartiers aux mains de l'opposition et sert également de prison pour les opposants au régime, où l'emploi de la torture est généralisé.
La totalité des Mig-29 syriens installés dans la base auraient été détruits par Israël dans la nuit du 8 au 9 décembre 2024, probablement par des F-35I Adir et des F-16I Sufa.

## Histoire
Pendant la Seconde Guerre mondiale, l'aéroport de Mezzeh est une base militaire pour l'armée de l'air française de Vichy, ce qui permet également à l'Allemagne d'utiliser ses bases. Le 19 mai 1941, des avions britanniques attaquent l'aéroport, détruisant des avions Potez 63 modernes ainsi que des biplans Potez 25 plus anciens.
Après l'indépendance syrienne en 1946, l'aéroport de Mezzeh devient une base pour l'armée de l'air syrienne (SAF). « Fin 1957, la SAF disposait de deux escadrons opérationnels MiG-17 pour défendre la capitale depuis leur base d'al-Mezzeh, près de Damas ». En 1966, il devient également le quartier général des Brigades de Défense (en), chargées de la protection du gouvernement.
Le 13 janvier 2017, l'aéroport fait l'objet d'une attaque, imputée à Israël par les autorités syriennes.
En décembre 2024, la base est bombardée par l’armée de l’air israélienne après la chute du régime d’Assad pour empêcher que les rebelles ou l’HTS ne prennent possession de l’armement.

## Guerre civile syrienne

### Base militaire
En 2013, l'aéroport est décrit par la BBC comme « une importante installation stratégique [qui] joue un rôle important dans la distribution de matériel militaire du gouvernement ». Reuters rapporte à la mi-2013 qu'il est « utilisé par les gardes républicains d'élite syriens, les forces spéciales et le Service de renseignement de l'armée de l'air, [et] sert également d'aéroport privé pour la famille Assad », et rapporte également que, pendant la guerre civile syrienne, la base est « utilisée pour tirer des roquettes et de l'artillerie sur les quartiers musulmans rebelles sunnites aux abords de la capitale ». Selon le chef d'état-major de l'Armée syrienne libre, le brigadier général Selim Idriss, des missiles et obus ont été tirés depuis l'aéroport militaire de Mezzeh par la brigade 155 lors de l'attaque chimique de la Ghouta en août 2013.

### Prison
Durant le soulèvement révolutionnaire de 2011, l'aéroport sert de prison, où selon des témoignages d'anciens détenus, au fil du conflit, « des milliers d’opposants au régime sont emprisonnés dans les sous-sols » dans des conditions terribles, où ils sont soumis à la torture. En 2015, il est établi par les autorités françaises « qu’à Damas le recours à la torture était généralisé et systématique dans les locaux de plusieurs institutions, dont (...) l’aéroport militaire de Mezzeh ». Selon la Commission d’enquête des Nations unies, l'aéroport cache un lieu de détention parmi les plus meurtriers en Syrie.
Abdel Salam Mahmoud, responsable des investigations à l’aéroport militaire de Mezzeh est visé par un mandat d’arrêt de la France pour complicité de crimes contre l’humanité et crimes de guerre,.
Rasha Shurbaji et Mazen Alhummada y ont été emprisonnés,. Les journalistes et défenseurs des droits humains du Centre syrien pour les médias et la liberté d’expression (SCM) Yara Bader, Mazen Darwish, Hussein Ghrer et leurs collègues y sont envoyés après leur arrestation en février 2012.

### Conditions de détention
Les détenus sont entassés dans des cellules surpeuplées où l'air manque : « presque chaque jour, un des détenus manque d'étouffement », « on était comprimés les uns sur les autres ».

« Après les premières séances d'interrogatoire et de torture, Mazen est jeté dans un dortoir long de onze mètres sur six mètres de large. Au milieu de centre quatre-vingts personnes[incompréhensible], seulement vêtues comme lui d'un caleçon ou d'un slip. »

Les détenus sont affamés, les repas réduits au minimum, et peu à peu, les rations diminuent avec la hausse des prix des denrées, et les détournements de nourriture des officiers, qui en revendent[incompréhensible].
L'accès aux sanitaires et aux toilettes est déplorable, entraînant des épidémies de dysenterie :

« Les geôliers ouvrent la porte deux fois par jour pour laisser les détenus aller aux toilettes. Un court trajet pendant lequel ils sont frappés. Il faut se dépêcher car ils n'ont que deux minutes, tous ensemble. Sans eau, sans hygiène. Ceux qui traînent sont corrigés. Beaucoup rentrent en cellule les pieds et les jambes souillés d'excréments. Les cas de dysenterie se multiplient. »

Les seuls médicaments disponibles sont quelques comprimés anti-douleurs, « ils savaient parfaitement qu'on n'en avait pas assez », affirme, Mazen, un ancien détenu.

« On n'a pas assez de médicaments, "j'ai mal !"  ose un détenu du fond du dortoir. L'homme a eu les orteils coupés, la gangrène remonte le long de sa jambe. (...)  Le gardien l'entraîne dehors et, secondé par deux collègues, le frappe avec un tuyau de plastique. Puis ils coincent le bas de son visage, et cognent jusqu'à lui casser les dents. »

Des confessions forcées sont exigées sous la contrainte, la torture et le viol.

## Anciens détenus notables
- Mazen Darwish, avocat et défenseur des droits humains
- Yara Bader, journaliste et militante
- Mazen Dabbagh et Patrick Dabbagh, citoyens franco-syriens morts en détention
- Nabil Sharbaji, journaliste et militant pacifiste mort en détention
- Rasha Shurbaji, mère de famille syrienne
- Amina Khoulani, militante pacifiste
- Hussein Ghrer, journaliste, blogueur et militant
- Mazen al-Hamada, militant, mort en détention